# 乳突半下口鯰
乳突半下口鯰，為輻鰭魚綱鯰形目甲鯰科的其中一種，為熱帶淡水魚，分布於南美洲巴西東南部Paraiba do Sul河流域，體長可達9.2公分，棲息在岩石底質溪流底層水域，生活習性不明。

## 扩展阅读
維基物種上的相關：乳突半下口鯰